# Шпитцер, Луис
Луис Шпитцер (нем. Louis Spitzer, настоящее имя Лайош Хедьеши, венг. Hegyesi Lajos; 3 ноября 1853, Арпад — 27 февраля 1894, Кёльн) — венгерский виолончелист.
Учился в Венской консерватории у Карла Шлезингера, затем в Парижской консерватории у Огюста Франшомма, но в 1870 г. с началом Франко-прусской войны предпочёл вернуться в Вену, где получил работу в оркестре оперного театра. В 1875 г. занял место виолончели во Флорентийском квартете вплоть до роспуска ансамбля в 1880 г. В дальнейшем Шпитцер некоторое время гастролировал как солист, а в 1887 г. обосновался в Кёльне, где был первой виолончелью Гюрцених-оркестра и преподавателем Кёльнской консерватории.
Дочь Шпитцера-Хедьеши, Лотта (Шарлотта) Хедьеши (1893 — после 1948), также стала виолончелисткой, училась у Иоганнеса Хегара и в течение 1910-х гг. выступала как ансамблистка, в том числе в составе фортепианного трио с Эллой Йонас-Штокхаузен и Эдит фон Фойгтлендер, а затем, видимо, прекратила выступления в связи с замужеством и обосновалась в Швейцарии, где её следы теряются после Второй мировой войны.